# DKW F7
DKW F7 (F — від нім. Front — «передній») — автомобіль фірми DKW, що випускався від 1936 до 1939 року. Випускався з чотиримісними кузовами «седан», «кабріолет», а також із двомісними «купе», «кабріолет», «пікап» та «фургон». Наступник моделі DKW F5.

## Конструктивні особливості

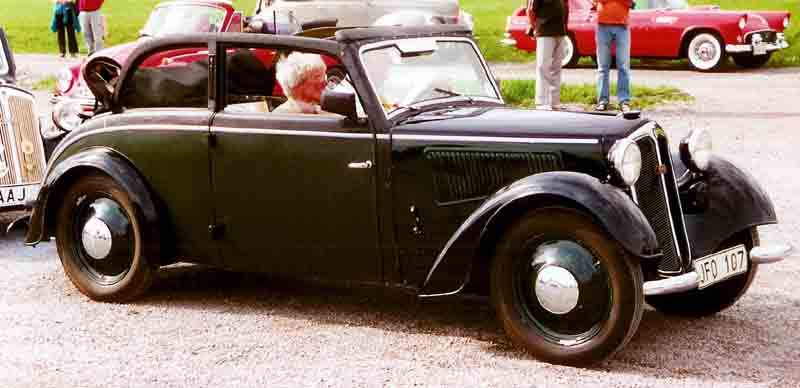
DKW Meisterklasse F7-700 Cabrio-Limousine (1937)

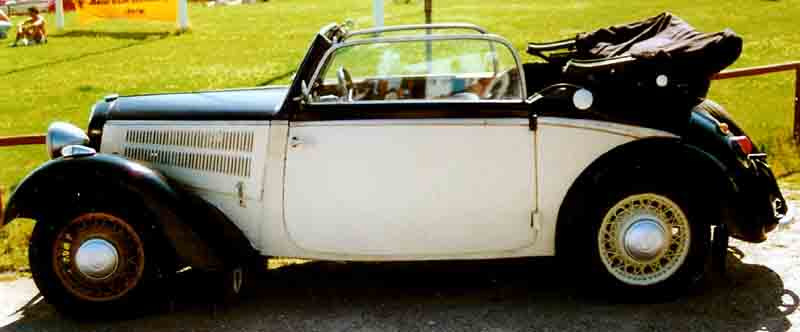
DKW Front Luxus Cabriolet F7-700 (1938)

Двигун — двотактний, рідинного охолодження, встановлений поперек автомобіля, оснащений династартером. Рама хребтова, кермовий механізм — рейковий, привід гальм — механічний. Передня підвіска — незалежна, на двох поперечних ресорах, задня — залежна, на поперечній ресорі. Кузов — з клеєним буковим каркасом зі сталевими підсилювальними накладками, обшивкою з армованої фанери товщиною 5 мм і декоративною обтяжкою ледерином (сорт шкірозамінника). З металу виготовляли щит передка, крила та стулки капота. 1938 року Кійтіро Тойода розробив модель Toyota EA як копію седана DKW F7, але її виробництво було припинено через обмеження воєнного часу.

## Комплектації
- Reichsklasse
- Meisterklasse — дорожча комплектація з потужним двигуном, шинами меншого діаметра, муфтою вільного ходу в трансмісії, централізованим змащенням вузлів шасі, покажчиком рівня палива, хромованими ковпаками коліс та покращеною обробкою кузова.
- Front Luxus Cabriolet

## Технічна характеристика
| Комплектація          | Reichsklasse        | Meisterklasse       | Front Luxus Cabriolet |
| Двигун                | число циліндрів — 2 | число циліндрів — 2 | число циліндрів — 2   |
| Діаметр х Хід         | 74 мм x 68 мм       | 76 мм x 76 мм       | 76 мм x 76 мм         |
| Робочий об'єм         | 584 см³             | 692 см³             | 692 см³               |
| Потужність (к. с.)    | 18                  | 20                  | 20                    |
| Витрата палива        | 7 л/100 км          | 7 л/100 км          | 7 л/100 км            |
| Максимальна швидкість | 80 км/год           | 85 км/год           | 85 км/год             |
| Розмір шин            | 4,00-19             | 4,50-17             | 4,50-17               |